# Biocibernètica
La biocibernètica és l'aplicació de la cibernètica a disciplines de la ciència biològica com la neurologia i els sistemes multicel·lulars. La biocibernètica juga un paper important en la biologia de sistemes, buscant integrar diferents nivells d'informació per entendre com funcionen els sistemes biològics. El camp de la cibernètica en si mateix té els seus orígens en disciplines biològiques com la neurofisiologia. La biocibernètica és una ciència abstracta i una part fonamental de la biologia teòrica, basada en els principis de la sistèmica. La biocibernètica és un estudi psicològic que pretén comprendre com el cos humà funciona com un sistema biològic i realitza funcions mentals complexes com el processament del pensament, el moviment i el manteniment de l'homeòstasi. Dins d'aquest camp, moltes qualitats diferents permeten diferents distincions dins dels grups cibernètics com els humans i els insectes com els ruscs d'abelles i les formigues.
Els humans treballen junts però també tenen pensaments individuals que els permeten actuar pel seu compte, mentre que les abelles obreres segueixen les ordres de l'abella reina. Tot i que els humans sovint treballen junts, també es poden separar del grup i pensar per si mateixos. Un exemple únic d'això dins del sector humà de la biocibernètica seria la societat durant el període de colonització, quan Gran Bretanya va establir les seves colònies a Amèrica del Nord i Austràlia. Molts dels trets i qualitats de la mare pàtria van ser heretats per les colònies, així com qualitats de nínxol que eren úniques per a elles en funció de les seves àrees com el llenguatge i la personalitat: vinyes i herbes similars, on la planta mare produeix brots, que s'estenen des del nucli. Un cop els brots desenvolupen les seves arrels i se separen de la planta mare, sobreviuran independentment i seran considerats la seva planta. La societat està més estretament relacionada amb les plantes que amb els animals, ja que, com les plantes, no hi ha una separació clara entre progenitors i descendència. La ramificació de la societat és més similar a la reproducció de plantes que a la reproducció animal. Els humans són una espècie seleccionada per K que normalment té menys descendència que nodreix durant períodes més llargs que les espècies seleccionades per r. Es podria argumentar que quan Gran Bretanya va crear colònies en regions com Amèrica del Nord i Austràlia, aquestes colònies, un cop es van independitzar, s'haurien de veure com a descendents de la societat britànica. Com tots els fills, les colònies van heretar moltes característiques, com ara la llengua, els costums i les tecnologies, dels seus pares, però tot i així van desenvolupar la seva pròpia personalitat. Aquesta forma de reproducció és molt similar al tipus de reproducció vegetativa que utilitzen moltes plantes, com ara les vinyes i les gramínies, on la planta mare produeix brots, que s'estenen cada cop més des del nucli. Quan un brot d'aquest tipus, un cop ha produït les seves pròpies arrels, se separa de la planta mare, sobreviurà independentment i definirà una nova planta. Així, el creixement de la societat s'assembla més al de les plantes que al dels animals superiors amb els quals estem més familiaritzats, no hi ha una distinció clara entre un progenitor i la seva descendència.
Els superorganismes també són capaços de l'anomenada "intel·ligència distribuïda", un sistema compost per agents individuals amb intel·ligència i informació limitades. Aquests poden agrupar recursos per completar objectius més enllà de l'abast dels individus pel seu compte. Similar al concepte de "teoria de jocs". En aquest concepte, els individus i els organismes prenen decisions basades en els comportaments de l'altre jugador per considerar el resultat més rendible per a ells com a individu en lloc de com a grup.

## Terminologia
Biocibernètica és una paraula conjugada de bio (grec: βίο, vida) i cibernètica (grec: κυβερνητική, que controla i governa). Tot i que la forma estesa de la paraula és cibernètica biològica, el camp es coneix més comunament com a biocibernètica en articles científics.
- Conexionisme
- Teoria de la informació biològica
- Biologia de Sistemes

## Primers defensors
Entre els primers defensors de la biocibernètica hi ha Ross Ashby, Hans Drischel i Norbert Wiener, entre d'altres. A continuació es llisten els articles populars publicats per cada científic.
Ross Ashby, «Introducció a la cibernètica», 1956
Hans Drischel, "Einführung in die Biokybernetik". 1972
Norbert Wiener, «Cibernètica o control i comunicació en l'animal i la màquina», 1948

## Camps similars
Els articles i les investigacions que aprofundeixen en temes relacionats amb la biocibernètica es poden trobar sota una multitud de noms similars, com ara cibernètica molecular, neurocibernètica i cibernètica cel·lular. Aquests camps impliquen disciplines que especifiquen certs aspectes de l'estudi de l'organisme viu (per exemple, la neurocibernètica se centra en l'estudi de models neurològics en organismes).

## Categories
- Biocibernètica: l'estudi d'un organisme viu sencer
- Neurocibernètica: cibernètica que tracta models neurològics. (Psicocibernètica era el títol d'un llibre d'autoajuda i no és una disciplina científica)
- Cibernètica molecular: cibernètica que tracta sistemes moleculars (per exemple, cibernètica de biologia molecular)
- Cibernètica cel·lular: cibernètica que tracta els sistemes cel·lulars (per exemple, tecnologia de la informació/telèfons mòbils o cèl·lules biològiques)
- Cibernètica evolutiva: estudi de l'evolució dels sistemes informatius (vegeu també programació evolutiva, algoritme evolutiu)